# افرايم ويلارد بور
افرايم ويلارد بور (بالإنجليزية: Ephraim Willard Burr)‏ هو سياسي أمريكي، ولد في 7 مارس 1809 بوارين في الولايات المتحدة، وتوفي في 20 يوليو 1894 بسان فرانسيسكو في الولايات المتحدة. حزبياً، نشط في حزب الشعب. وقد انتخب عمدة سان فرانسيسكو ‏.